# لوئیس کری
لوئیس کری (انگلیسی: Louis Carey؛ زادهٔ ۲۲ ژانویهٔ ۱۹۷۷) یک بازیکن فوتبال اهل بریتانیا است. 